# Aya Sugimoto
Cette page contient des caractères spéciaux ou non latins. S’ils s’affichent mal (▯, ?, etc.), consultez la page d’aide Unicode.
Pour les articles homonymes, voir Sugimoto.
Aya Sugimoto (杉本彩, Sugimoto Aya) est une actrice et chanteuse japonaise, née le 19 juillet 1968 à Gion, dans l'arrondissement de Higashiyama-ku à Kyoto (Japon).

## Albums
- 1988 : Aya
- 1988 : 水の中の小さな太陽 (Mizu no naka no chiisana taiyō)
- 1989 : 灼熱伝説 (Shakunetsu densetsu)
- 1990 : Body&Soul
- 1990 : Japanese Dream
- 1991 : 私生活 (Shiseikatsu)
- 1995 : Femme fatale

## Singles
- 1988 : Boys
- 1988 : 13日のルナ (13 hi no hana
- 1989 : 日曜日はダメよ (Nichiyōbi wa dame yo
- 1990 : B & S
- 1990 : ukigi
- 1990 : Gorgeous (ゴージャス)
- 1991 : 輝いてて・・・ (Kagayaitete…)
- 1992 : 愛が知りたい (Ai ga shiritai)
- 1993 : Le SOIR～永遠の別れ～ (Le Soir ~Eien no wakare~)

## Filmographie
- 1987 : Shonan bakusozoku: Bomber Bikers of Shonan : Mako Momoyama
- 1993 : Megami ga kureta natsu
- 1994 : A New Love in Tokyo  : Saeko
- 1995 : Kimi to itsumademo : Akane Izumida
- 1995 : Prisoner Maria 2 (vidéo)
- 1998 : Ultraman Tiga & Ultraman Dyna: Warriors of the Star of Light : Professor Rui Kisaragi
- 2002 : Ultraman Cosmos 2: The Blue Planet : Reporter
- 2003 : Boku no mahô tsukai (feuilleton TV)
- 2003 : Pretty Guardian Sailor Moon (Bishôjo Senshi Sailor Moon) (série télévisée) : Queen Beryl
- 2004 : Flower and Snake (Hana to hebi) : Shizuko Tôyama
- 2004 : Girlfriend: Someone Please Stop the World
- 2005 : Yakuza Wives: Burning Desire (Gokudô no onna-tachi: Jôen)
- 2005 : Flower & Snake II (Hana to hebi 2: Pari/Shizuko) : Shizuko Tooyama
- 2006 : Yaoh (série télévisée)
- 2006 : Hyakunin no Ijin (série télévisée) : Agatha Christie
- 2006 : LoveDeath
- 2006 : Ghost Train (Otoshimono)
- 2006 : Trapped Ashes : Police Woman (segment Jibaku)
- 2013 : 009-1: The End of the Beginning : docteure Klein